# Nuit américaine
Ne doit pas être confondu avec La Nuit américaine (film).
La nuit américaine est un ensemble de techniques cinématographiques permettant de tourner en plein jour une scène d'extérieur censée se dérouler la nuit.  
L'effet de nuit se marque principalement par un ciel noir et un éclairage contrasté où ressortent les sources de lumière. La plus grande partie de l'image est sous-exposée, obscure. Quand les prises de vues sont en couleurs, il y a une forte dominante bleue.

## Origines de l'expression
Comme « plan américain », l'expression « nuit américaine » n'est pas un calque de l'anglais américain. Elle marque l'origine du procédé qui, en anglais, se dit « day-for-night » (« (le) jour pour (la) nuit »).

## Technique
Pour un tournage en nuit américaine (« day-for-night shooting »), il faut un ciel sans nuages. 
Les filtres ou associations de filtres utilisés dépendent de la pellicule. Dans tous les cas, un filtre polarisant permet de rendre un ciel bleu plus sombre. Dans les prises de vues en couleurs, on ajoute un filtre bleuâtre ou violet pour imiter l'effet Purkinje, qui fait percevoir plus bleues les couleurs dans la pénombre. 
La présence d'une lumière orangée dans une petite partie de l'image renforce, par l'effet du contraste de couleurs, la dominante bleue.
En noir et blanc (pellicules panchromatiques), un filtre rouge permet d'obtenir un ciel noir. Les lèvres et les parties roses de la peau, pour être plus sombres que le visage, doivent être maquillées. En couleurs comme en noir et blanc, on utilise aussi des filtres dégradés pour assombrir la partie supérieure de l'image, quand le plan est fixe et la limite suffisamment droite. On imite le contraste de la vision nocturne en surexposant la pellicule et en diminuant le temps de traitement. En couleurs, il est arrivé qu'on utilise de l'inversible ou de la pellicule de tirage, dont le contraste est plus élevé.
En prises de vues numériques, le réglage de l'appareil permet à la fois la dominante bleue et le fort contraste.
Dans la nature, les bruits nocturnes se différencient facilement de ceux de la journée. Le traitement du son avec une ambiance adéquate participe à l'effet de nuit.
Malgré les précautions prises lors du tournage, il est généralement possible de détecter ce type de trucage : la luminosité du ciel, les reflets et les ombres sont souvent des indices qui révèlent le procédé.
Des films infrarouge furent parfois utilisés pour simuler la nuit (en se limitant à cette longueur d'onde, le ciel apparait noir, la peau des acteurs blanche).
|                                   |
| Image originale, non retravaillée |

|                               |
| Avec modification de couleurs |

|                                 |
| Avec accroissement du contraste |

|                                |
| Avec réduction de l'exposition |

## Utilisation
Très souvent utilisée jusque dans les années 1980, cette technique est aujourd'hui plus rare dans les films à gros budget. Les surfaces sensibles modernes, argentiques ou électroniques, permettent aussi des tournages de nuit en ville, ce qui limite l'intérêt du procédé aux scènes qui se déroulent hors de l'éclairage public.
On l'utilise encore parfois pour reproduire l'aspect des films anciens, ou par économie, car un tournage de nuit en extérieur est nettement plus coûteux. Il faut éclairer de grands espaces et payer la main-d'œuvre à un tarif plus élevé, et le résultat n'est pas, en général, moins conventionnel.
Dans Le Parfum de la dame en noir de Bruno Podalydès, les scènes de nuit sont tournées en nuit américaine.